# Штрак, Герхард
Ге́рхард (Герд) Штрак (нем. Gerhard "Gerd" Strack; 1 сентября 1955, Керпен, Северный Рейн-Вестфалия — 21 мая 2020) — немецкий футболист, защитник.

## Карьера
Штрак известен своими выступлениями за «Кёльн», где он провёл 261 игру и забил 31 гол. Также он провёл два сезона в швейцарском «Базеле». Штрак закончил карьеру в 1988 году, играя за дюссельдорфскую «Фортуну».
Он провёл 10 матчей за сборную Германии в 1982 и 1983 годах. Штрак был включен в состав сборной на чемпионат Европы 1984 года, где не сыграл ни в одном матче. На его счету один забитый мяч за сборную - 20 ноября 1983 года в ворота сборной Албании в рамках квалификационного раунда чемпионата Европы 1984 года. Этот гол помог немцам обыграть Албанию 2:1 и выйти на чемпионат Европы.